# مارك أنطونيو كارتر
مارك أنطونيو كارتر (بالإنجليزية: Marc Antonio Carter)‏ مواليد 22 مايو 1985 في ماريلند، هو لاعب كرة سلة أمريكي. بدأ مسيرته الاحترافية في سنة 2008. يلعب في الدوري البولندي لكرة السلة. يحمل الرقم 22. يبلغ طوله 6 قدم 3.75 بوصة (1.9 م).

## المسيرة الاحترافية
لعب مع نادي ليماسول لكرة السلة في موسم 2010–2011، ثم لعب مع فينيكس هاغن في الدوري الألماني في موسم 2011–2012، ثم لعب مع نادي بانيونيس لكرة السلة في موسم 2013–2014، ثم لعب مع نادي إيه إي كي لكرة السلة في موسم 2015–2016.

## روابط خارجية
- مارك أنطونيو كارتر على موقع كرة السلة الأوروبية.كوم (الإنجليزية)
- مارك أنطونيو كارتر على موقع DraftExpress.com (الإنجليزية)
- مارك أنطونيو كارتر على موقع كلية كرة السلة في سبورتس رفرنس.كوم (الإنجليزية)
- مارك أنطونيو كارتر على موقع ريلجم (الإنجليزية)
- مارك أنطونيو كارتر على موقع بروبوليرز (الإنجليزية)
- مارك أنطونيو كارتر على موقع سبورتس رفرنس (الإنجليزية)